# 羅霖
羅霖（英文名：Candy Lo；1965年8月24日—），香港女艺人，現為邵氏兄弟女藝員。亞洲電視及無綫電視前藝員，1991年度亞洲小姐競選冠軍。

## 个人履歷
羅霖生于英屬香港 ，她有一名胞姊，父親是一名醫生。羅霖早年就讀聖保祿學校。中學畢業後讀了一年秘書課程。她於加入娛樂圈前為空中服務員，在國泰航空任職共6年，其間擔任兼職模特兒，並曾於1987年在綜藝節目《歡樂今宵》中亮相。其后於1991年參选亞洲小姐獲得冠軍，當選後旋即在亞洲電視參與演出多齣電視連續劇集，後來轉投無綫電視，在《真情》一劇演出「雙雙」使她紅極一時。96年嫁予香港富商劉坤銘後淡出娛樂圈，育有3名兒子。羅霖近年已經較少參與幕前演出，專注於其自行組織的經理人公司，但最近亦有參演電影《真的戀愛了？》以及《愛．尋．迷》。
2012年12月初，羅霖正式退任「仁美清叙」主席。
2012年10月，羅霖正式宣布早於3月與丈夫劉坤銘分居。
2014年，堪輿學家楊皓雲替其改藝名羅芊霖
2015年，以50歲美魔女為賣點，推出首本寫真，名為《Timeless》。
2017年2月，以自由身形式重返無綫電視拍攝電視劇《宮心計2深宮計》。
2018年，接受訪問時透露3名兒子都對演藝事業有興趣，長子Nathan為韓國男團伴舞；二子Jordan打算成為藝人陪母親工作；三子晉晉希望成為模特兒。
2018年簽約邵氏兄弟。
2019年，推出第二本寫真集名為《Timeless凍齡美魔法》，主要分享保養之道及凍齡秘訣。

## 軼闻
2016年4月1日是亞洲電視免費電視牌照最後一天，當日晚上本港台最後一個播放的節目是《Miss Asia 25th 葡萄牙瑰麗巡迴》，當羅霖說了一句「但我覺得女人在每個階段都應該要獨立，特別是經濟獨立」後，畫面隨即中斷，變成藍色，然後出現雪花。結果羅霖成為亞洲電視本港台中最後一位出鏡的人。當晚羅霖在壹傳媒大樓出席直播亞洲電視結束免費電視廣播的節目，親自見證亞洲電視畫面中斷一刻，羅霖眼泛淚光。節目完結後，羅霖接受蘋果日報記者訪問，羅霖表示：「出席節目前認為自己心情可以很平靜，因為已經說了多次有關亞視的事情，但看到自己被sharp cut，真的很意外。我不知道這是光榮還是甚麼，但這樣的做法很不專業，在這一刻不知道用什麼言語形容自己心情。」羅霖亦表示她預期亞視會出現亞視標誌和字幕向大家告別，日後縱使亞視轉型為衛星電視再度邀請她合作，她亦會拒絕。
不少網民在羅霖的社交網站留言，稱她為「港獨女神」。羅霖在其fb專頁留言回應：「估唔到自己會成為亞洲電視熄機的最後一個鏡頭，心情難以形容和難過，本以為會出例如『多謝大家支持亞洲電視⋯』的字幕，但為什麼臨尾都不好好完結？！。。。。」
她其後又對記者笑言：「我的朋友都問我，怕不怕返不了大陸？我當然不怕啦，我的意思都不是這樣...多謝網民支持和錯愛」。
其後，羅霖簽約邵氏兄弟，並擔任2019年亞洲小姐競選評判。羅霖覺得世界很奇妙，表示當年她是亞視「熄機」最後一人，回來支持一班參選佳麗勾起她很多回憶。

## 電視劇

### 亞洲電視
| 1991年     |        |
| 天地無情   | 方雪明 |
| 2002年     |        |
| 有求必應   | 傅妮子 |
| 2004年     |        |
| 子是故人來 | 余安喬 |

### 無綫電視
| 1995年        |                       |
| 萬里長情      | 淩若楠                |
| 1996年        |                       |
| 真情          | 唐麗雙 ( 雙雙 )、麗芳 |
| 2018年        |                       |
| 宮心計2深宮計 | 徐相思                |
| 2021年        |                       |
| 逆天奇案      | 雅                    |

### 邵氏兄弟
| 2023年   |        |
| 廉政狙擊 | 郭明暉 |

### ViuTV
| 2020年   |              |
| 好人好姐 | Sorina之好友 |

## 電影
| 2008年       |
| 真的戀愛了？ |
| 2014年       |
| 愛尋迷       |
| 2016年       |
| 江湖悲劇     |
| 2018年       |
| 愛．革命     |

## 電視節目
- 1995年：香港無綫電視－慈善星輝仁濟夜－司儀
- 1995年：香港無綫電視－為食到廣東－主持
- 1995年：香港無綫電視－萬千星輝賀台慶－司儀
- 1996年：香港無綫電視－六六無窮－主持
- 2007年：香港亞洲電視－電視風雲50年（第3集）－選美大揭秘
- 2012年：香港亞洲電視－亞視百人（第96集）[15]
- 2013年：香港亞洲電視－Miss Asia 25th 瑰麗巡迴－法國及葡萄牙篇
- 2015年：香港無綫電視－今晚睇李（第23集）－宣傳寫真集
- 2015年：香港無綫電視－活得健康嗎？－嘉賓
- 2016年：香港ViuTV－巨門陣（第1集）－拜見娘娘
- 2016年：香港無綫電視 －我愛香港（第3集）－嘉賓
- 2018年：香港無綫電視 －今日VIP『宮心計2深宮計』宣傳（6月22日）－嘉賓
- 2018年：香港無綫電視 －歡樂滿東華2018-表演嘉賓

## 獎項
- 1990年國際航空小姐選舉 冠軍、最佳婚紗獎、最友善笑容獎
- 1991年亞洲小姐競選 亞洲小姐冠軍
- 新城勁爆頒獎禮2015 新城勁爆合唱歌曲《姐弟愛》

## 外部連結
- 羅霖Candy的新浪微博
- 羅霖Candy的Facebook專頁
- 羅霖的Instagram帳戶
- 羅霖在香港影庫上的簡介
- 羅霖在豆瓣上的资料（简体中文）

| 前任： 吳綺莉 | 亞洲小姐競選冠軍 1991年 | 繼任： 馮美英 |